# Paz y tregua de Dios

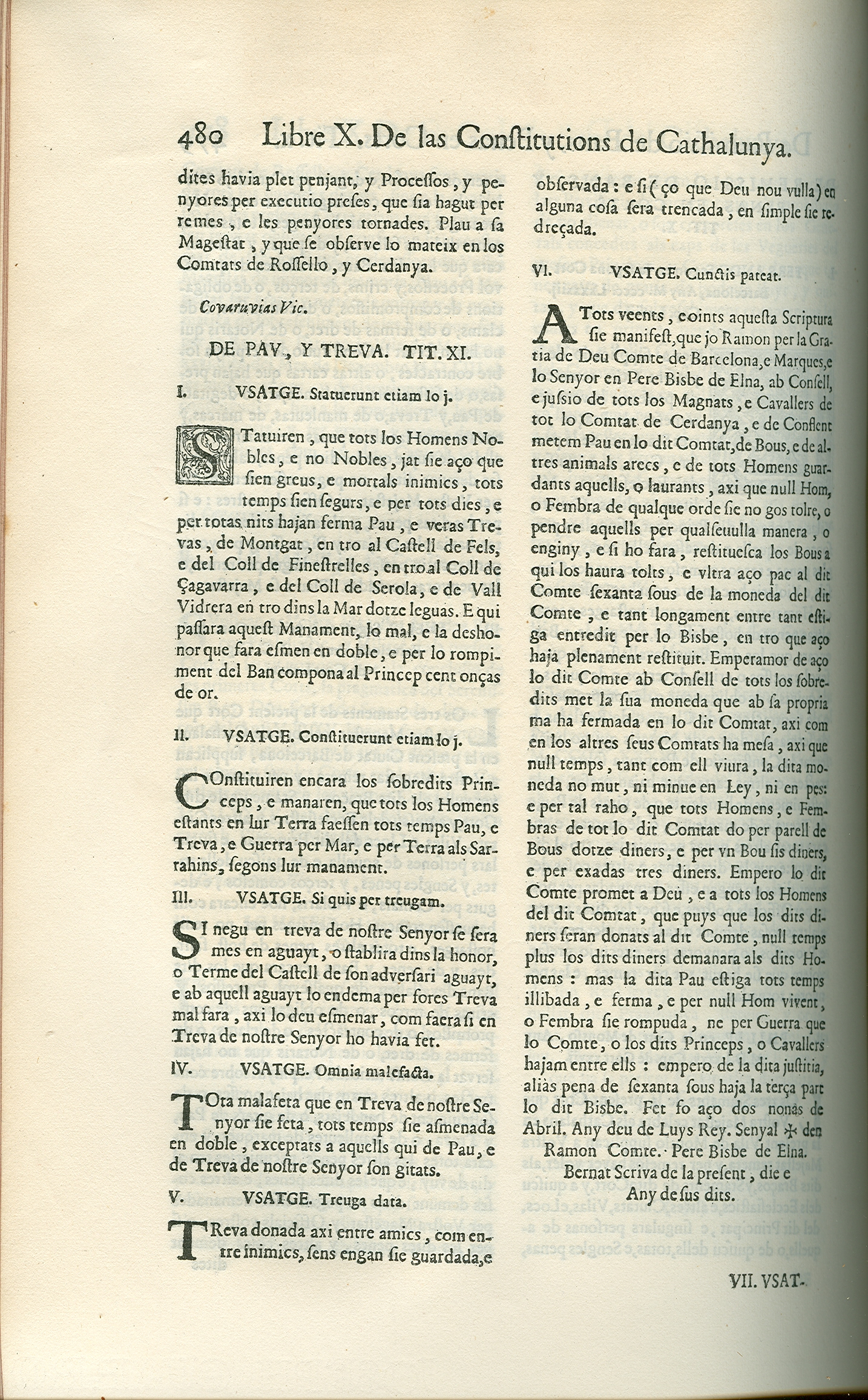
Capítulo de las Constituciones de Cataluña, dedicado a la Paz y Tregua.

La Paz y Tregua de Dios fue un movimiento social, el primero de tendencia pacifista y global, creado por el Papa e impulsado en el siglo XI por Europa y en España como respuesta de la Iglesia y de los campesinos a los abusos perpetrados por los nobles feudales. La paz de Dios se proclamó por primera vez en 989, en el Concilio de Charroux. Intentó proteger la propiedad eclesiástica, los recursos agrícolas y a los clérigos sin armas. La "Tregua de Dios", proclamada por primera vez en 1027 en el Concilio de Toulouges, intentó limitar los días de la semana y las épocas del año en que la nobleza podía participar en acciones violentas o de guerra. Este movimiento sobrevivió de alguna forma hasta el siglo XIII.
Otras estrategias para abordar el problema de la violencia en la mitad occidental del antiguo Imperio Carolingio incluían la creación de Órdenes de caballería, que transformarán a los violentos y brutales guerreros en caballeros (guerreros con un reglamento religioso de conducta) y las Cruzadas.

## Revolución feudal
Durante los siglos VIII, IX y X, en el territorio que hoy es España, al igual que en otros lugares de Europa, se vivía en un sistema social caracterizado por la libertad de los agricultores, propietarios de la tierra que cultivaban, y por la sumisión de las autoridades —condes, vizcondes'— a la ley, contenida en un código escrito como era el Liber iudiciorum, compilación del derecho visigodo en Hispania, elaborado en el siglo VII por orden del rey Recesvinto.
Hasta el siglo XI, el Liber iudiciorum estuvo en vigor en el condado de Barcelona y en el reino de Asturias-León. En los condados catalanes, es decir, en la antigua Marca Hispánica del reino de los francos, se produjo la revolución feudal entre los años 1020 y 1060: un periodo de luchas en que, en medio de una violencia sin freno, los nobles se rebelaron contra los condes con el fin de apoderarse de la tierra de los agricultores y someterlos a servidumbre. Este fenómeno de la revolución feudal tuvo lugar asimismo en otros puntos del antiguo Imperio carolingio: Normandía, Lacio, Lombardía, Provenza, Languedoc y, fuera del ámbito franco, en el reino de Asturias-León.

## Sagreras
La Iglesia se convirtió en garantía de protección de los agricultores contra la extorsión feudal, al garantizarse el derecho de la sagrera: un radio de treinta pasos alrededor de una iglesia que el obispo delimitaba solemnemente al consagrar un edificio de culto. Dentro de este espacio no se podría producir ningún acto de violencia bajo pena de excomunión.

## Asambleas
Las sagreras delimitaban un espacio protegido de las violencias feudales. Sin embargo, para asegurar un clima de convivencia, se tenía que llegar más lejos, estableciendo una autoridad que prohibiera la práctica de cualquier tipo de acto violento en cualquier punto del territorio. Éste fue el objetivo de las asambleas de Paz y Tregua de Dios.
La primera de estas asambleas en el Condado de Barcelona se celebró en Toulouges en el año 1027 bajo la presidencia del abad Oliva en representación del obispo Berenguer de Elna, ausente de la diócesis al estar en una peregrinación. En este sínodo se establecieron una serie de disposiciones: el deber para todos los habitantes del condado del Rosellón y de la diócesis de Elna de abstenerse de participar en combates o luchas entre sábado y lunes, para así poder cumplir el precepto dominical; se prohibía igualmente asaltar a los clérigos, iglesias, bienes propiedad de una iglesia o de un monasterio, o a personas que se dirigieran a un lugar de culto. Para los que violaran estos derechos y prohibiciones, se establecía la pena de excomunión.
La celebración de esta asamblea de paz y tregua en Toluges, organizada por los campesinos y las altas jerarquías eclesiásticas, fue consecuencia de la crisis del poder condal provocada en el Rosellón por la revolución feudal; ante una fuerte escalada de violencia llevada a término por los clanes nobiliarios del condado, sus víctimas —agricultores y eclesiásticos— se tuvieron que reunir para intentar encontrar una solución por sí mismos. El poder condal se mostraba impotente; impotencia visible por la ausencia total del conde Gausfredo II en una reunión en la que se trataba un tema capital de gobierno como era el mantenimiento del orden público.
El abad Oliva, firme impulsor de este movimiento pacifista, presidió un nuevo sínodo en Vich en 1033. Además de aumentar los días de tregua, que ahora abarcaban de jueves a lunes, en esta nueva asamblea se extendió la prohibición a comerciantes y a aquellas personas que fueran a un mercado. Así se fue consolidando el movimiento de paz y tregua, que se extendió también a Occitania; ahí nos encontramos con los concilios de Paz y Tregua de Niza en 1041 y en Narbona en los años 1032, 1043 y 1054.

## Resultados
En el condado de Pallars, las asambleas de Paz y Tregua fracasaron completamente; los hombres de Artal I, conde del Pallars Sobirá, atacaban principalmente las sagreras durante los días establecidos de tregua; para poder funcionar, el movimiento pacifista necesitaba la implicación del poder condal. Por eso, si en la primera asamblea de Toluges el conde fue una figura ausente, en 1041 el segundo sínodo celebrado se hizo bajo la presidencia del conde Gausfredo II. Esta tendencia se reafirmó, en especial en Barcelona, durante la segunda mitad del siglo XI, donde el conde Ramón Berenguer I y su esposa Almodis no solo ratificaron las decisiones de Paz y Tregua, sino que también convocaron concilios de paz, como el de Barcelona de 1064 o el de Gerona del 1068. Las disposiciones de estos concilios fueron incorporadas en los Usatges de Barcelona, nuevo código legal que sustituía al viejo Liber iudiciorum que se había convertido en obsoleto después de la feudalización. Para poder triunfar, la «paz de Dios» tuvo que convertirse en la «paz del conde» y la iglesia, en previsión de estos hechos, siempre intentó atraer a los condes. Así, sus anatemas o excomuniones no iban nunca dirigidas contra un conde ni contra su familia, sino únicamente contra los clanes señoriales.

## Significado social
La iglesia, con los concilios de paz, consiguió afirmar su prestigio y su autoridad moral dentro de la sociedad. El movimiento de Paz y Tregua fue iniciado por el clero conjuntamente con el pueblo. 
La implicación de las altas jerarquías eclesiásticas en el movimiento de Paz y Tregua de Dios consistió en el reconocimiento a los agricultores de derechos esenciales, como la seguridad de las sagreras y de los bienes y personas, evitando que los nobles utilizasen su poder de forma injusta. El objetivo de los eclesiásticos era defender el derecho natural de las gentes y mantener la independencia de la Iglesia frente a la intromisión de los señores, utilizándose el arma espiritual de la excomunión como último recurso.

## Evolución posterior
El poder condal siguió utilizando Paz y Tregua, limitadora de las prerrogativas de los clanes nobiliarios a causa de su prohibición de la violencia, para afirmar su poder, tal y como hizo Ramón Berenguer III en Olèrdola (1108) y en el condado de Cerdaña (1118). También lo hizo Ramón Berenguer IV en 1134, cuando presidió una asamblea de Paz y Tregua junto con el obispo Oleguer para garantizar los privilegios otorgados a los Templarios. Así, la asamblea de la Fondarella en 1173, convocada por Alfonso el Casto, no es sino el final del proceso de conversión de la Paz y Tregua en un instrumento del poder real.
Alfonso II obligó a los barones a ratificar los estatutos de Fondarella que, en consonancia con los orígenes eclesiásticos de la Paz y Tregua, conferían a los obispos una importante función jurisdiccional: la potestad de convocar a los cabezas de familia para combatir a los atacantes, aunque sin conferirles poderes coercitivos. Por eso el rey creó las veguerías, distritos gobernados por un veguer, nombrado por el monarca entre personas sin vínculos familiares con los barones de la zona de Barcelona. 
La oposición de los nobles a un poder monárquico autoritario, que no aportaba territorios ni botín a los aristócratas, se tradujo en un fuerte rechazo a los estatutos de Paz y Tregua. En 1176, fue asesinado el vizconde Ramón Folch de Cardona, uno de los partidarios de Paz y Tregua; acto seguido, en sus dominios se produjo tal caos, que impidió al abad de Cardona acudir a un sínodo en Urgel; también murió de forma violenta el arzobispo de Tarragona, Berenguer de Vilademuls (1194), defensor de Paz y Tregua.
En la asamblea celebrada en Gerona en 1188, los magnates consiguieron modificar los estatutos de Fondarella, imponiendo al rey la promesa de nombrar veguers únicamente catalanes desde Salses a Tortosa y Lérida. Limitaban así las posibilidades del monarca de encontrar personas ajenas a los clanes aristocráticos catalanes a quienes nombrar veguers. Esta concesión resultó insuficiente para calmar la oposición de los nobles; en 1192 se tuvieron que publicar en Barbastro los acuerdos de Paz y Tregua de la asamblea de Barcelona, donde la exigencia a los barones de observar la paz se fundamentaba en las legislación de los Usatges, contrariando la posición de los nobles manifestada en la asamblea de Gerona en 1188.
Los estatutos de 1192 fueron firmados por pocos barones; por eso, en la asamblea de Barcelona (1198), Pedro II de Aragón terminó cediendo a las pretensiones de los magnates de circunscribir el alcance de Paz y Tregua únicamente al realengo (las posesiones del rey), dejando a un lado los señoríos (posesiones de los nobles). Esta idea fue reafirmada en la nueva asamblea de Barcelona de 1200 y en la de Cervera de 1202, donde los nobles definieron la Paz y Tregua como la «paz del señor rey».
Esta oposición de los nobles a Paz y Tregua se centró en rechazar la pretensión del rey de intervenir como árbitro en las causas entre señores y campesinos o en las luchas entre vasallos de un mismo señor, así como en excluir a los participantes en guerras entre linajes nobles. En la asamblea de Barcelona del 1200, los magnates impusieron la exclusión de la Paz a los traidores a su señor.
Por otro lado, la respuesta de la aristocracia se dirigió en especial a los nuevos tributos, como el bovatge, impuesto exigido sobre las parejas de bueyes y otros tipos de animales, y el monedatge, pago al rey para evitar que este alterara la moneda, rebajando la ley pero manteniendo el valor nominal. Estos tributos, con pretensión de generalizarse por toda Cataluña, se inscriben en el contexto de Paz y Tregua; así, los estatutos aprobados en las asambleas de Elna y de Tarascón establecen también el pago del impuesto de la paz. Durante el siglo XII, la seguridad de la propiedad del campo o «paz de las bestias» se garantizaba en Cataluña con el bovaticum o bovatge, cuyo importe, en principio, tenía que servir para sufragar a los ejércitos encargados del mantenimiento de la paz y para compensar a las víctimas de la violencia. Por otra parte, la protección de la moneda también se insertó dentro de la institución de Paz y Tregua.
Según Thomas N. Bisson, los reyes convirtieron el bovatge en el primer impuesto general de la historia de Cataluña; en 1188, Alfonso el Casto había creado una milicia rural basada en los servicios obligatorios de las masías y, además, una fuerza de paz como era el ejército diocesano que no recibía ninguna remuneración. Pedro el Católico impuso un bovatge a la diócesis de Vich para sufragar una expedición en respuesta a la victoria sarracena de Alarcos; este cobro se realizó posteriormente para sufragar la participación en la Batalla de las Navas de Tolosa. En Barcelona, el rescate o compra de la paz se convirtió así en un impuesto de guerra.
En el año 1173, Alfonso II había impuesto en Fondarella el bovatge que en Barcelona solo contaba con un precedente en Cerdaña, en el momento de la adquisición del condado por Ramón Berenguer III. Cuestionando la legitimidad, los nobles lo rechazaron, y en Gerona (1188) obligaron a Alfonso II a prometer que no volvería a exigirlo. Pedro el Católico, que no se sentía obligado por la promesa de su padre, reclamó de nuevo el impuesto al ascender al trono (1196).
Durante el reinado de Pedro el Católico, las relaciones políticas entre la nobleza y el monarca estuvieron condicionadas por la constante penuria económica del rey. Pedro el Católico practicó una política exterior muy costosa, como los censos anuales, que en 1024 se obligó a pagar a la Santa Sede, o la campaña de las Navas de Tolosa; por otra parte, el rey era desmesuradamente pródigo a causa de su afición al lujo y a la fiesta. Por eso dilapidó casi todo el patrimonio real y, alejándose de las directrices marcadas por Ramón de Caldes, recurrió de nuevo al crédito de los magnates, que siempre exigían contrapartidas políticas: poder sustraerse a la acción de los veguers del rey y actuar como señores en los dominios de la corona que el monarca había empeñado como garantía de sus préstamos.
Por otro lado, no eran solo los acreedores del rey los únicos que se aprovecharon de su prodigalidad. La nobleza utilizó la penuria económica del monarca para obtener concesiones. En una carta fechada en Gerona el 22 de marzo de 1205, Pedro el Católico prometió renunciar al bovatge y al monedatge esperando obtener una compensación económica a su renuncia; como por esas mismas fechas el rey recibió una importante suma de dinero proveniente de otras fuentes, no tuvo que cumplir con su promesa, y la carta de Gerona no llegó a tener vigencia legal.
En consecuencia, Pedro el Católico impuso en 1205 un nuevo monedatge en Aragón en 1207, un bovatge en la asamblea de Paz y Tregua de Puigcerdà; en 1209 alteró la moneda de Barcelona; en 1210 exigió un bovatge en Cerdaña y Rosellón, y en 1211, otro para costear la expedición a Las Navas de Tolosa. Los potentados no pudieron así suprimir estos tributos, pero sí obtuvieron una importante conquista: excepto en el momento de acceder al trono, el rey tenía que solicitar estos impuestos —considerados extraordinarios— delante de una asamblea de nobles que la aprovechaban para reivindicar sus derechos ante el poder de la corona.
Como la posición de la aristocracia fue la de defender sus reivindicaciones, no por la revuelta armada, sino negociando con el rey en el marco de las Asambleas de Paz y Tregua, se pusieron las bases de la monarquía pactista bajomedieval, con el poder absoluto del rey frenado por el desarrollo de las Cortes —representación de los estamentos del reino—, derivadas de la evolución de las antiguas Asambleas de Paz y Tregua, a las que, a partir de la reunión de Barcelona de 1198, participaban los representantes de las ciudades de realengo junto con los nobles y los clérigos.
Los recortes impuestos por la aristocracia a la Paz y Tregua, la cual, sin embargo, se convirtió en base del orden público barcelonés, como el circunscribirla a los dominios de realengo —idea expuesta en la asamblea de Barcelona de 1198 y reiterada en asambleas siguientes, como la de Barcelona de 1200 y de Cervera de 1202— sirvieron para legitimar la opresión de los campesinos por el régimen señorial, que la Paz y Tregua pretendía limitar, y así es como en los últimos años del siglo XII se fijaron las bases legales para definir el estatus servil del campesinado —la condición de remensa— vigente durante toda la Baja Edad Media.